# Lopidea wileyae
Lopidea wileyae är en insektsart som beskrevs av Knight 1923. Lopidea wileyae ingår i släktet Lopidea och familjen ängsskinnbaggar. Inga underarter finns listade i Catalogue of Life.